# Klubbfors
Klubbfors är en by i Piteå kommun i Norrbottens län. Byn ligger cirka 33 kilometer sydväst om centrala Piteå, cirka 74 kilometer sydväst om Luleå och cirka 52 kilometer norr om Skellefteå. I augusti 2020 fanns det enligt Ratsit 19 personer över 16 år registrerade med Klubbfors som adress.
Åbyälven går igenom hela byn och vidare ner till kusten och som just vid Klubbfors bildar en vacker serie forsar runt en stor holme. Vidare finns Klubbälven som har sitt utlopp i Åbyälven mitt i byn. Den gamla skolan tjänar idag som byagård. Närmaste butik ligger i tätorten Byske, cirka 35 kilometer sydost om Klubbfors fågelvägen.